# أودي (أرومية)
أودي هي قرية في مقاطعة أرومية، إيران. يقدر عدد سكانها بـ 120 نسمة بحسب إحصاء 2016.